# Jazz contemporáneo
La denominación de jazz contemporáneo refiere a diversas manifestaciones del jazz posteriores a los grandes movimientos de fusión que tuvieron lugar en los años 1970 y 1980, Desde entonces, se fue generando una vasta escena mundial que supone una evolución del modern jazz al mismo tiempo que una ruptura, al incorporar elementos del avant-garde, la música new age, las músicas del mundo y la música contemporánea, en términos más amplios. Incluye corrientes y formas del jazz bien diferenciadas entre sí, como el Modern Creative, el etno jazz, el "sonido ECM", el jazz electrónico y el post-bop.

## Los años 1990 y elpost-jazz

### La escenaavant gardeneoyorquina
Desde mediados de la década de 1970, la ciudad de Nueva York estaba experimentando una "nueva ola" de creatividad musical, tanto en el mundo del rock como en el mundo del jazz y la música de vanguardia. La revolución neoyorquina nacía de diversas raíces, y la cuestión racial era una de ellas: los músicos blancos lideraban el movimiento, y los músicos negros habían sido apartados de facto tanto de la escena de la música rock como de la clásica. El jazz se había cruzado anteriormente con otras músicas negras -el blues, el funk, el soul...-, pero hasta entonces no lo había hecho con estilos como el rock o la música clásica de vanguardia, tradicionalmente dominadas por músicos blancos. La revolución neoyorquina cambió el orden de las cosas.

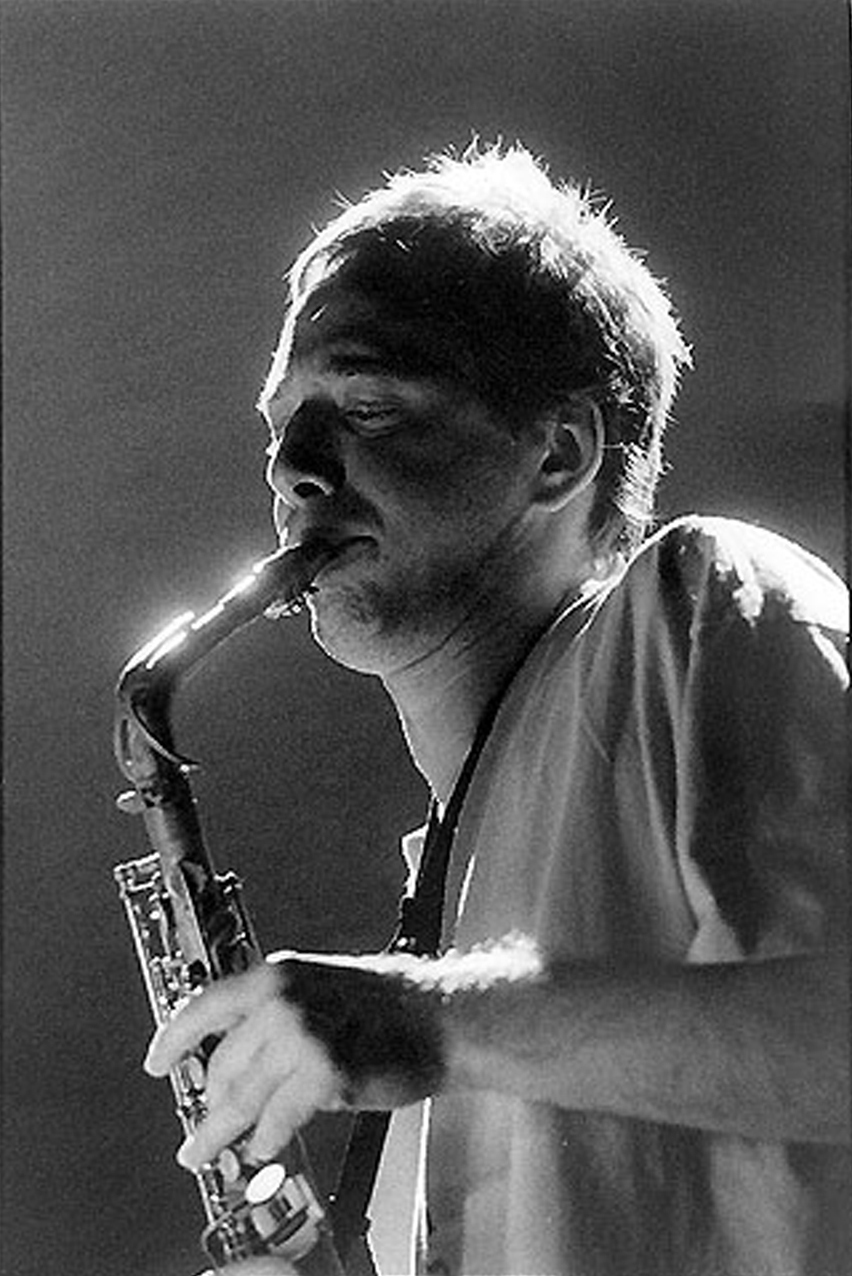
El saxofonista John Zorn en 2003.

Uno de los primeros músicos en catalizar toda esta serie de elementos fue el saxofonista estadounidense de origen judío John Zorn, en obras pioneras como Lacrosse (1977) o Archery (1981) y otras muchas que les siguieron a lo largo de las décadas de 1980 y 1990. El guitarrista Elliott Sharp se destacó por su orientación hacia la experimentación: en cada uno de sus discos parecía adoptar una nueva técnica de ejecución, y sus composiciones son un ejemplo de síntesis de disonancia, repetición e improvisación, los tres ejes cardinales sobre los que se sitúan la música clásica, el rock y el jazz de vanguardia, respectivamente. Eugene Chadbourne integraba elementos del jazz de vanguardia con la música blanca de origen rural. El guitarrista Henry Kaiser recogió la influencia de Derek Bailey y de Captain Beefheart para crear una música caracterizada por la improvisación atonal y el carácter psicodélico. El violoncelista Tom Cora, que se había trasladado a Nueva York, es responsable de una serie de obras marcadamente experimentales donde su instrumento adopta por momentos las funciones típicas de una guitarra y de los instrumentos de percusión. El guitarrista irlandés Christy Doran lideró el cuarteto de jazz-rock abstracto New Bag, mientras que el saxofonista Tim Berne presentaba una obra que unía el neuroticismo de su lenguaje con unos temas donde los límites entre la composición y la improvisación no quedaban del todo claros. El trompetista Lesli Dalaba contribuyó a la renovación del lenguaje de su instrumento con un estilo que transformaba las composiciones más cerebrales en poemas líricos. El baterista judío Joey Baron debutó con Tongue in Groove (1991), un impredecible álbum a trío con el trombonista Bill Swell y el saxofonista Ellery Eskelin. The Microscopic Septet fue una creativa agrupación que fusionaba influencias del free jazz, del rock progresivo y del rhythm and blues con elementos circenses, tal y como Frank Zappa había hecho unos años antes. Finalmente, el guitarrista John Abercrombie provenía del jazz fusión, enfocado de forma personalizada.

### Solistaspost-jazzehiper-fusión

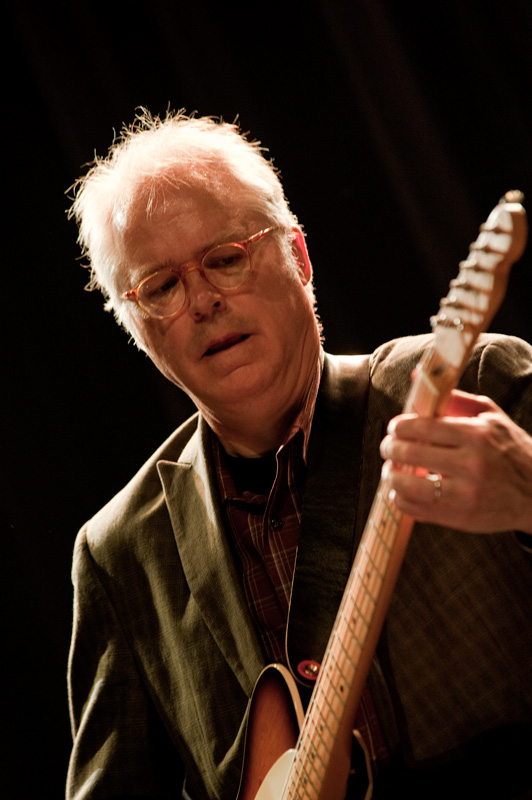
El guitarrista Bill Frisell en una actuación de 2010.

La revolución neoyorquina se dejó sentir tanto en el tipo de material en el que los músicos se estaban embarcando como en el tipo de técnicas que empleaban para improvisar. El saxofonista Ned Rothenberg se estableció entre la primera línea de las nuevas generaciones de improvisadores con Trials of the Argo (1980), una obra en la que usaba toda una serie de instrumentos de lengüeta y que dio inicio a una larga serie de trabajos que se desarrollarían a lo largo de la década. El percusionista judío Kip Hanrahan efectuó diversas grabaciones con músicos americanos, mientras que el baterista Sam Bennett presentó trabajos donde la batería era el único instrumento o donde integraba experimentalmente elementos electrónicos. El trombonista Jim Staley experimentó con diferentes formaciones, mientras que el saxofonista Marty Fogel, en su Many Bobbing Head At Once, presentaba un trabajo donde se fusionaban múltiples elementos de todo tipo. Tom Varner, un virtuoso del corno francés, se situó como uno de los compositores más originales de su generación, y el acordeonista Guy Klucevsek realizó interesantes trabajos empleando formaciones inusuales. El guitarrista Bill Frisell asimiló en su obra influencias del jazz y del rock, pero también del folk, de la música de las marching bands o incluso de la música eclesiástica. El contrabajista Marc Johnson trabajó con Frisell y con John Scofield enfatizando el lenguaje posmodernista, mientras que David Thorn venía a llenar el hueco que existía en el mundo de la guitarra entre Jimi Hendrix y Sonny Sharrock. La obra del violonchelista Hank Roberts incorpora elementos del free jazz, del soul, del blues o de la música clásica, mientras que la de Mike Shrieve (exbaterista de Santana) presenta elementos oníricos con base en sonidos percusivos.

### Big Bands de la era del post-jazz

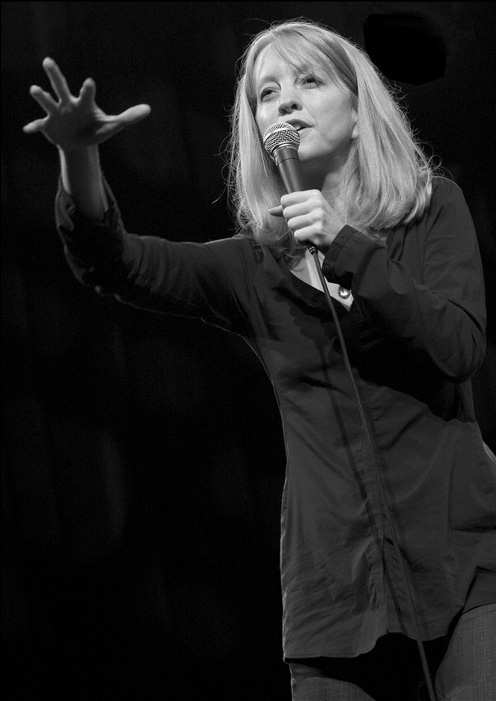
La líder de banda Maria Schneider en el North Sea Jazz Festival de 2008.

La segunda mitad de la década de 1990 conoció un revival de música para big bands, una tendencia que se había originado en la década anterior en la obra de músicos como el bajista Saheb Sarbib o del cornetista Butch Morris. El teclista Wayne Horvitz desarrolló su idea del "jazz progresivo de cámara" junto a su mujer Robin Holcomb, mientras que el baterista Bobby Previte encontró su lugar entre el jazz barroco del sello ECM y la música de Frank Zappa. Por su parte, el veterano multinstrumentista Marty Ehrlich recogía la influencia del jazz tradicional, la improvisación, la música ligera y la música clásica de vanguardia en obras como Pliant Plaint (1987), entre otras muchas, y la estadounidense Maria Schneider, alumna de Gil Evans resucitó el estilo de su maestro en álbumes para orquesta como Evanescence (1992) o Coming About (1995).

### La nueva escena de Chicago
Durante la década de 1990 la ciudad de Chicago se convirtió en un foco de creatividad musical donde surgieron figuras de interés como la pianista Myra Melford, que había debutado en 1984 con One For Now, un álbum a piano solo. El saxofonista Ken Vandermark, quien había iniciado su carrera en el mundo del rock, ofreció Big Head Heddie en honor a Thelonious Monk y al gurú del funk George Clinton antes de embarcarse en una carrera singular en la que experimentaría con distintos formatos y aproximaciones. El violonchelista Fred Lonberg-Holm, pupilo de Anthony Braxton se unió a la nueva ola de improvisadores creativos con Theory of Motion (1990) o Personal Scratch (1996), mientras que el saxofonista/clarinetista Scott Rosenberg, otro alumno de Braxton expandió el vocabulario del jazz con una anarquía polifónica que quedaba bien reflejada en V - Solo Improvisations (2000).

### Una nueva generación de improvisadores neoyorquinos

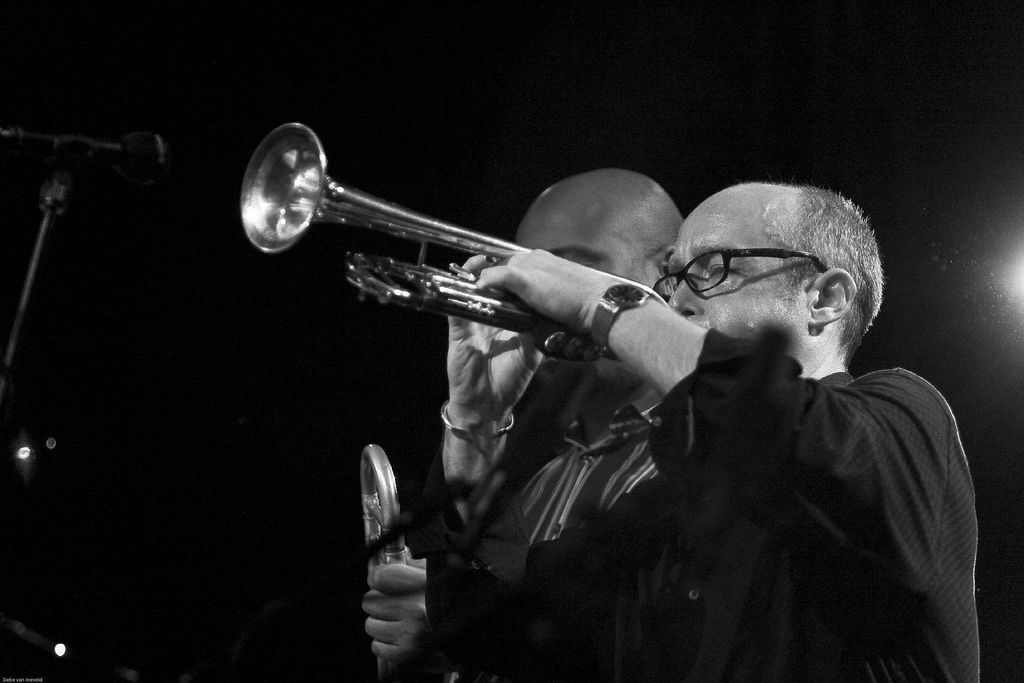
El trompetista Dave Douglas en el North Sea Jazz Festival, 2007.

Zeena Parkins, a partir de Something Out There (1987) fue la primera arpista en introducir su instrumento en el contexto de la improvisación creativa, un trabajo que se vio seguido de otros muchos donde Parkins continuó explorando la relación de la música de cámara con la improvisación y la electrónica. El flautista Robert Dick efectuó una labor paralela con su instrumento en trabajos como Venturi Shadows (1991) o Irrefragable Dreams (1994), al igual que el trombonista Peter Zummo en Zummo with a X (1985) o Experimenting with Household Chemicals (1991). El trompetista Toshinori Kondo investigó en la relación de su instrumento con la electrónica en Fuigo From a Different Dimension (1979) o Panta Rhei (1993), mientras que el guitarrista Alan Licht trabajó con sonidos anárquicos y dadaístas en Sint The Aging Process (1994) o Plays Well (2000). El pianista judío de formación clásica Uri Caine exploró la relación entre las melodías de la música clásica y el free jazz más disonante en su álbum debut Sphere Music (1992), dedicado a Thelonious Monk, y el trompetista Dave Douglas abrió su prolífica carrera con Parallel Words (1993), entre el hard bop, el free jazz y la música clásica. El saxofonista brasileño Ivo Perelman, residente en Nueva York desde 1989, rindió tributo a sus raíces con Cama de Terra, un experimento entre la música de Heitor Villa-Lobos y el free jazz de Albert Ayler, mientras que el pianista Denman Maroney introdujo un nuevo concepto de piano con Hyperpiano (1998).

## El jazz en elsigloXXI
Más allá de las fronteras de Nueva York, continuaban apareciendo en los últimos años una serie de artistas que desarrollaban el grueso de su trabajo -en el que reelaboraban los conceptos establecidos por generaciones de jazzistas anteriores de múltiples y creativas maneras- ya en el nuevo siglo. El bajista de San Francisco Michael Formanek debutó con Wide Open Spaces (1990), un disco que inaugura una carrera marcada por el gusto por la experimentación. El compositor Joe Maneri editó su primer álbum de jazz (Kalavinka, 1989) con 68 años, y desde entonces no ha cesado en sus exploraciones. El yugoslavo Stevan Tickmayer colideró The Science Group (1997-2003), un nuevo intento de fusionar la música de cámara con la improvisada, y el argentino Guillermo Gregorio desarrolla también su actividad entre la música clásica de vanguardia y el free jazz (Approximately, 1995; Ellipsis, 1997...), y el canadiense Paul Plimley inaugura su ecléctica carrera con When Silence Pulls (1991), un disco inspirado en el piano de Cecil Taylor. El trompetista Greg Kelley investigó la fusión entre la música concreta y el free jazz en Trumpet (2000), el multiinstrumentista Eric Glick-Rieman mostró su virtuosismo en Ten To The Googolplex (2000) y el violinista canadiense Eyvind Kang, uno de los más eclécticos músicos de su generación, desarrolló su obra (Virginal Co-ordinates, 2000) entre el rock, el jazz y la música clásica. También a comienzos de los años 2000, aparecieron los discos de confirmación de músicos como el trombonista Josh Roseman, el contrabajista Ben Allison, el saxofonista David Binney, o el pianista Jason Lindner, todos ellos norteamericanos. Destacan también los trabajos del francés Erik Truffaz y del trompetista israelí Avishai Cohen.

### Free jazz en el nuevo milenio

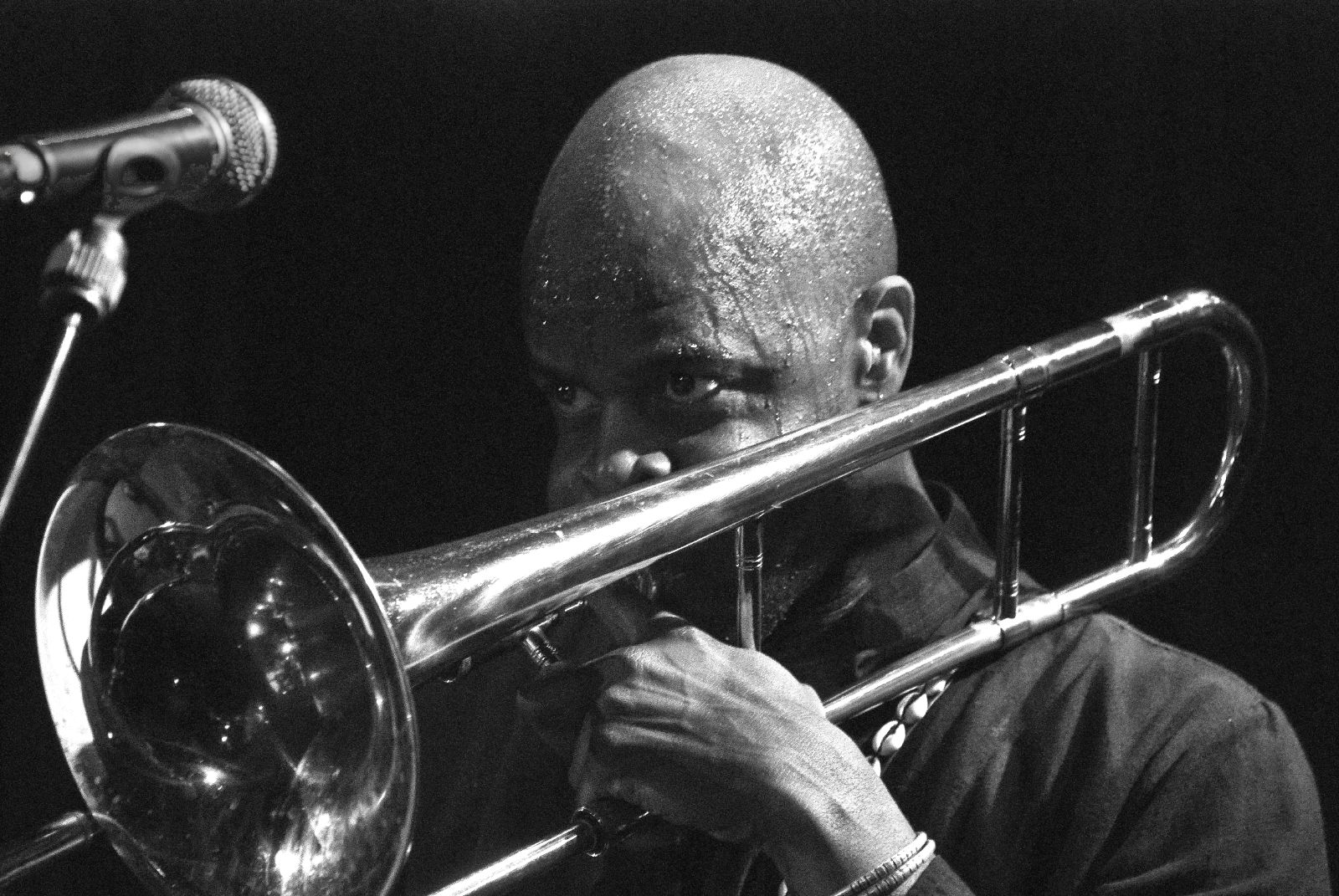
El trombonista estadounidense Craig Harris

A finales del siglo XX el legado del free jazz era muy visible entre la comunidad negra de músicos de jazz, particularmente en la escena de Nueva York. David Ware, un saxofonista de la escuela de John Coltrane, tras haber pasado por las formaciones de Cecil Taylor y Andrew Cyrille editó su Birth of a Being en 1977, un trabajo que inauguró una carrera en solitario que se extiende durante las siguientes décadas convirtiéndolo en uno de los más importantes músicos del movimiento free. El irreverente trombonista Craig Harris se estableció como una figura importante del movimiento, así como el pianista Matthew Shipp, quien tras Sonic Explorations (1988), un trabajo que daba inicio a una extensa serie de álbumes que van apareciendo a lo largo de los años siguientes, coqueteaba con el hip hop en Nu-bop (2000) o Equilibrium (2002). El clarinetista de formación clásica Don Byron había hecho su aparición en la escena neoyorquina a principios de la década de 1990, al igual que el saxofonista Roy Nathanson o el trombonista Curtis Fowlkes, ambos exmiembros de Jazz Passengers. Por último, el grupo B Sharp Jazz Quartet insertó su obra entre el hard bop y el free jazz.

### Jazz electrónico
La revolución que había traído consigo la música electrónica ejerció también su influencia en el desarrollo del jazz, que asistió al surgimiento de una nueva generación de improvisadores que venían de la tradición del free jazz pero que recogían la influencia de la vanguardia clásica y de la electrónica. Ben Neill, un ejecutante de "mutantrompeta" (un instrumento electroacústico híbrido) colaboró con Paul "Dj Spooky" Miller para crear una música que combinaba elementos del jazz y de distintos subestilos de la música dance contemporánea, como el techno, el hip hop, el acid jazz o el drum'n'bass. El guitarrista y teclista Kevin Drumm desarrolló sus experimentos psicoacústicos en obras como Kevin Drumm (1986) o Land of Lurches (2003), mientras que el percusionista suizo Günter Müller se estableció como una importante figura del ámbito de la experimentación electrónica con Eight Landscapes (2002). Miya Masaoka, de origen japonés pero nacida en Washington D. C., se mantuvo en las fronteras de la música clásica, el jazz, la música electrónica o la música tradicional japonesa en Compositions / Improvisations (1993) o While I Was Walking I Heard A Sound (2003), mientras que el también japonés Taku Sugimoto hizo lo propio con Unaccompanied Violoncello Solo (1994) o Chamber Music (2003). Tyondai Braxton experimentó con la manipulación de loops orquestales en History That Has No Effect (2002), Jean-Luc Guionnet realizó experimentos con la acústica de los instrumentos en Synapses I & IV (1999), Greg Headley manipuló electrónicamente los sonidos de su guitarra en A Table of Opposites (2001), Earl Howard trabajó con la superposición de sonidos electrónicos y música en vivo (Strong Force, 1999), Kazuhisa Uchihashi trabajó con formaciones donde la electrónica jugaba un importante papel, mientras que, por último, los grupos Triosk (Moment Returns, 2004) o Zanana (Holding Patterns, 2005) efectuaron contribuciones importantes en la misma dirección.
En el campo del jazz rap, que ya se había desarrollado bastante en las últimas décadas del siglo XX, se produce una gran cantidad de obras, por parte de músicos provenientes del hip hop, como The Sound Providers, Kanye West, J Rawls, 88-Keys, Crown City Rockers, Kero One, Nujabes, Freddie Joachim, Asheru, Fat Jon, Madlib, el dúo inglés The Herbaliser, o los franceses Hocus Pocus, entre otros.

## Selección discográfica
- Dave Holland: Conference of the Birds (ECM, 1973)
- Jan Garbarek: Witchi-Tai-To (ECM, 1974)
- John Abercrombie: Timeless (ECM, 1975)
- Ralph Towner: Solstice (ECM, 1975)
- Pat Metheny: Bright Size Life (ECM, 1976)
- Keith Jarrett: The Survivor's Suite (ECM, 1977)
- Keith Jarrett: My Song (ECM, 1978)
- Keith Jarrett: Standards, Vol. 1 (ECM, 1983)
- Paul Motian Trio: It Should've Happened a Long Time Ago (ECM, 1984)
- Marc Johnson: Bass Desires (ECM, 1985)
- Michael Brecker: Michael Brecker (Impulse!, 1987)
- Charlie Haden y Paul Motian, con Geri Allen: Etudes (Soul Note, 1989)
- Joshua Redman: MoodSwing (Warner Bros., 1994)
- Brad Mehldau: Songs. The Art of the Trio Volume Three (Warner Bros., 1998)
- Brad Mehldau: Largo (Warner Bros., 2002)
- Joshua Redman: Elastic (Warner Bros., 2002)
- Herbie Hancock: The New Standard (Verve, 1996)
- Kurt Rosenwinkel: The Next Step (Verve, 2001)
- Chris Potter: Gratitude (Verve, 2002)
- Wayne Shorter: Alegria (Verve, 2003)
- Dave Holland Quintet: Points of View (ECM, 1997)
- Charles Lloyd: The Water Is Wide (ECM, 2000)
- Esbjörn Svensson Trio: From Gagarin's Point of View (ACT, 1999)
- The Bad Plus: These Are the Vistas (Columbia, 2003)
- Hiromi: Another Mind (Telarc, 2003)
- Robert Glasper: In my Element (Blue Note, 2007)
- Avishai Cohen: Gently DIsturbed (Razdaz, 2008)
- Esperanza Spalding: Chamber Music Society (Heads Up, 2010)
- Vijay Iyer: Accelerando (ACT, 2012)
- Brian Blade & The Fellowship Band: Landmarks (Blue Note, 2014)
- The Bad Plus Joshua Redman (Nonesuch, 2014)
- Tigran Hamasyan: Mockroot (Nonesuch, 2015)
- Kamasi Washington: The Epic (Brainfeeder, 2015)
- Sons of Kemet: Your Queen Is a Reptile (Impulse!, 2018)